# Marie-Pierre de La Gontrie
Marie-Pierre Mossion de La Gontrie, plus connue sous le nom de convenance de Marie-Pierre de La Gontrie, née le 18 décembre 1958 à Chambéry (Savoie), est une avocate et femme politique française.
Membre du Parti socialiste, elle est sénatrice de Paris depuis 2017.
Elle est membre du Conseil de Paris de 2001 à 2020, où elle a occupé la fonction d'adjointe au maire de Paris Bertrand Delanoë de 2001 à 2008. Elle est aussi membre du conseil régional d'Île-de-France de 1998 à 2017, dont elle a été la première vice-présidente de 2002 à 2015.

## Biographie

### Famille et études
Elle est la petite-fille du général Joseph Charles Xavier Gérard Mossion de La Gontrie (1873-1949), la fille de Marie-Blanche Rives et de Pierre Mossion de La Gontrie, avocat, adhérent du Parti radical, qui est président  du conseil général de la Savoie, sénateur de la Savoie, maire de Saint-Bon-Tarentaise et l'un des initiateurs de la station de sports d'hiver de Courchevel, président du groupe de la Gauche démocratique au Sénat. Elle a un frère, Pierre-Michel. Elle a deux enfants, de son mariage avec Denis Verret, énarque, ancien directeur général d'Aérospatiale, ancien conseiller technique de Laurent Fabius au ministère de l'Industrie et de la Recherche (1984-1986).
Elle est titulaire d'une maîtrise de droit judiciaire et du certificat d'aptitude à la profession d'avocat.

### Carrière
Elle est attachée au groupe socialiste de l'Assemblée nationale dès 1980, présidé par Pierre Joxe de 1981 à 1984. Elle en est secrétaire générale adjointe de 1986 à 1988. Elle est membre du cabinet de Pierre Joxe, ministre de l'Intérieur de 1984 à 1986, chargée des relations avec les élus, puis des libertés publiques.
En 1979, elle adhère au Parti socialiste, qu'elle quitte en 1990 au congrès de Rennes avant de le rejoindre de nouveau en 1995, lors de la campagne présidentielle de Lionel Jospin. Ce dernier, devenu premier secrétaire, la nomme déléguée nationale à la justice. Depuis 1997, elle siège au conseil national et depuis décembre 2008 est secrétaire nationale aux libertés publiques et à la justice auprès de Martine Aubry, puis d'Harlem Desir et de Jean-Christophe Cambadélis. 
Elle est avocate de 1988 à 2005 et appartient à la commission nationale consultative des droits de l'homme de 1988 à 1993.
Elle conduit la liste des élections régionales de la gauche (PS-PC-PRG-MRC-Verts) à Paris en 1998, conduite en Île-de-France par Dominique Strauss-Kahn, et est élue vice-présidente à la culture du conseil régional .
Élue en mars 2001 à la mairie de Paris dans le 13e arrondissement de Paris, Bertrand Delanoë en fait son adjointe chargée de la démocratie locale et des relations avec les associations. Dans la mandature municipale suivante, à partir de 2008, elle est conseillère de Paris, sans avoir repris les fonctions de maire-adjointe.
En juin 2002, elle est élue députée suppléante de Jean-Marie Le Guen dans la 9e circonscription de Paris (ancienne). Jean-Marie Le Guen est réélu en 2007 et la choisit à nouveau comme suppléante. 
La même année, Manuel Valls, alors premier vice-président du conseil régional d'Île-de-France, démissionne de ses fonctions pour cause de cumul de mandats. Marie-Pierre de La Gontrie le remplace, chargée de la culture puis chargée des finances et du budget à partir de 2004.
En janvier 2010, l'organisme  de crédit à la consommation Cetelem annonce l'avoir nommée comme médiatrice, un poste nouvellement créé. « Le groupe a pris un engagement très fort, il s’est engagé à suivre les avis que je rendrai. L’entreprise accepte de s’exposer, de se placer sous un regard extérieur. C’est une démarche intéressante », commente Marie-Pierre de La Gontrie.
Elle est élue présidente du syndicat Autolib' métropole en juillet 2014.

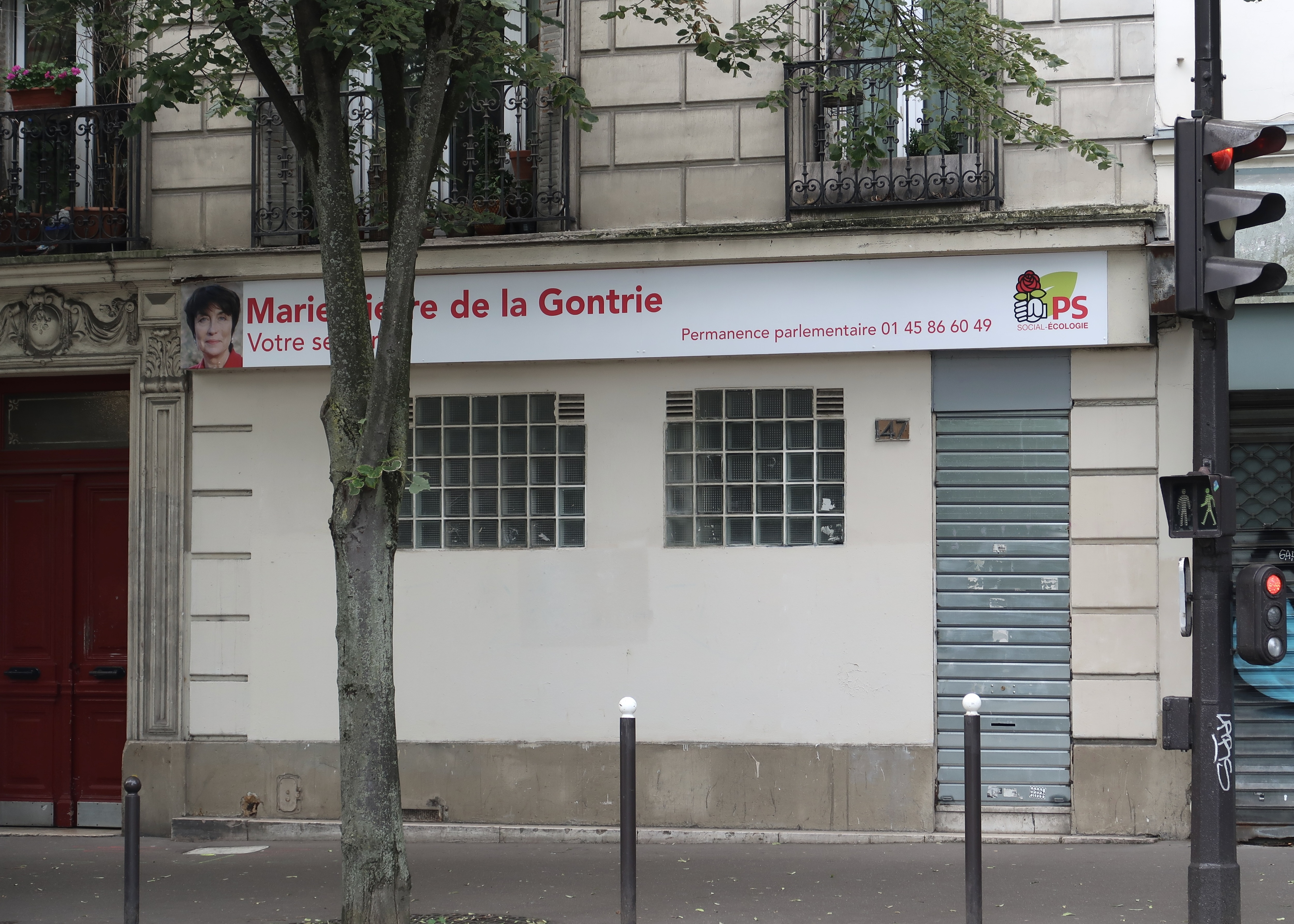
Permanence parlementaire n°147 avenue de Choisy (13e arrondissement de Paris).

Le 20 décembre 2014, elle annonce qu'elle est candidate pour briguer la présidence du conseil régional. Le 28 mai 2015, une primaire socialiste devait la départager du président sortant Jean-Paul Huchon et de Claude Bartolone, dernier candidat à s'engager. Le 7 mai, après l'annonce de la candidature du président de l'Assemblée nationale, elle choisit finalement de se rallier à ce dernier, suivie quelques jours plus tard par Jean-Paul Huchon, annulant donc de fait la primaire prévue.
Tête de liste à Paris , elle est réélue conseillère régionale en décembre 2015 et devient présidente de la commission. des finances.
Elle est depuis décembre 2015 conseillère métropolitaine du Grand Paris au titre de la Ville de Paris.
Après la victoire de Benoît Hamon à la primaire citoyenne de 2017, elle est nommée responsable thématique « Libertés publiques » de sa campagne présidentielle,.
En tant que présidente du syndicat mixte Autolib, elle a signé le 5 mai 2017 le contrat de droit public (478 M€, hors éléments variables) allouant le marché des Velib' parisiens à SMOVENGO. 
Pour les élections sénatoriales de 2017, elle est n°2 de la liste PS à Paris. Elle est élue sénatrice.
Elle démissionne de son poste de présidente du syndicat mixte Autolib en septembre 2017, après avoir été élue sénatrice socialiste de Paris.
Elle soutient la candidature de Luc Carvounas au poste de premier secrétaire du Parti socialiste pour le congrès du parti qui a lieu début 2018. C'est Olivier Faure qui est finalement élu.
Lors de la campagne présidentielle de 2022, elle est la trésorière de l'équipe d'Anne Hidalgo.

## Publication
- Sandrine Rousseau (préf. Claire Serre-Combe, avant-propos d'Emmanuelle Cosse, Clémentine Autain, Cécile Duflot, Marie-Pierre de La Gontrie et Laurence Rossignol), Manuel de survie à destination des femmes en politique, Paris, Les Petits matins, 2015, 107 p. (ISBN 978-2-36383-161-3, BNF 44288808).